# Françoise de Lansac
Françoise de Lansac rozená de Sainte-Maure de Montausier (1582–1657), byla dvorní dáma francouzského královského dvora. Byla jmenována královskou vychovatelkou francouzského krále Ludvíka XIV. a jeho bratra Filipa I. Orleánského od roku 1638 do roku 1643. 
Jejím otcem byl Gilles de Souvré, v roce 1601 se provdala za Artuse de Saint Gelais. Byla v příbuzenském vztahu s kardinálem de Richelieu. V roce 1638 král a kardinál Richelieu reorganizovali královninu domácnost a nahradili všechny považované za neloajální vůči králi a kardinálovi svými věrnými. 
V důsledku toho byla Françoise de Lansac jmenována královskou guvernantkou a hrabě de Brassac s manželkou Catherine de Brassac byli jmenováni do funkce superintendanta domácnosti královny a Première dame d'honneur (První dámy královnina dvora). To vše v souladu s přáním královny, aby měla možnost kontrolovat svou domácnost. 
Po nástupu královny Anny do funkce regentky v roce 1643 byla nahrazena Marií-Catherine de Senecey .